# Jerzy Starnawski
Jerzy Starnawski (ur. 27 lutego 1922 w Guzówce, zm. 9 listopada 2012 w Łodzi) – historyk literatury, absolwent polonistyki KUL, profesor Uniwersytetu Łódzkiego, członek Polskiej Akademii Umiejętności.

## Życiorys
Ukończył Gimnazjum i Liceum im. Stefana Batorego w Lublinie, gdzie zdał maturę w 1939 r. W kampanii wrześniowej 1939 r. brał udział w obronie Grodna jako podchorąży rezerwy 19. dywizji piechoty. Internowany na Litwie zbiegł z obozu i przez rok mieszkał w Wilnie. Po wybuchu wojny niemiecko-sowieckiej zatrzymany przez Niemców podczas próby przedostania się do Lublina, więziony w obozach Wietzendorf, Zeven i Sandbostel w bardzo trudnych warunkach. W 1943 r. dołączył do polskich jeńców i w kwietniu 1944 r. wrócił do Lublina. Pod koniec okupacji brał udział w tajnym nauczaniu i był redaktorem pisma „W Ogniu Walki” (potem zmieniło tytuł na „Jestem Polakiem”).
Po wyzwoleniu podjął studia polonistyczne na Katolickim Uniwersytecie Lubelskim, gdzie w grudniu 1949 r. obronił rozprawę doktorską Słowacki – epistolograf. W latach 1950–1964 był zatrudniony na Katolickim Uniwersytecie Lubelskim. W 1964 r. przeniósł się na Uniwersytet Łódzki, gdzie w 1974 roku uzyskał tytuł profesora nadzwyczajnego i zwyczajnego w 1981. Kierował Katedrą Literatury Staropolskiej i Nauk Pomocniczych. Pracował tam aż do przejścia na emeryturę w 1992 roku. Został odznaczony Krzyżem Kawalerskim i Krzyżem Oficerskim Orderu Odrodzenia Polski. Otrzymał także Medal Komisji Edukacji Narodowej.

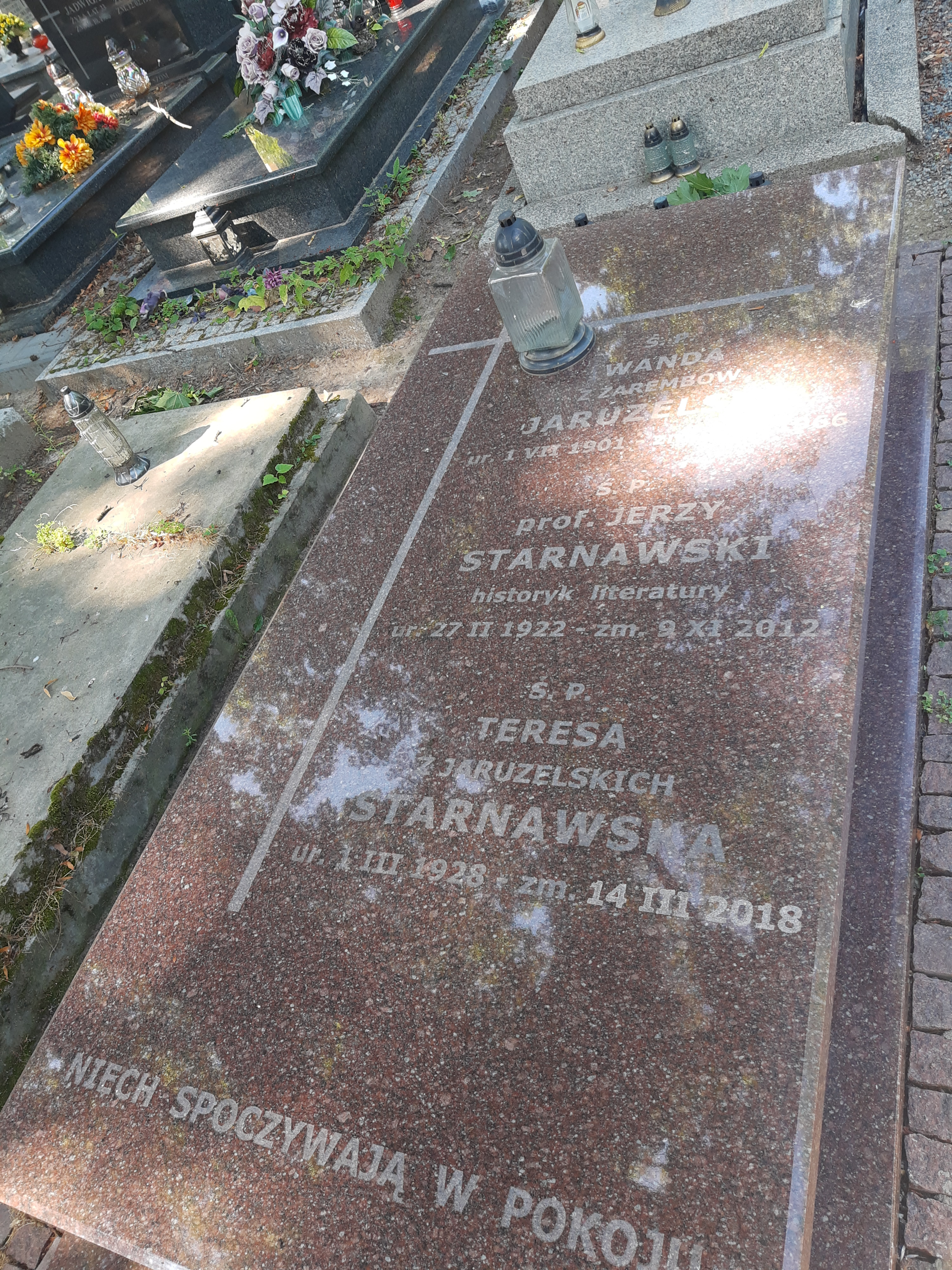
Grób prof. Jerzego Starnawskiego na cmentarzu przy ul. Lipowej w Lublinie

### Życie prywatne
Syn Tadeusza (1881-1942) i Marii z domu Kuczyńskiej, katolickiej działaczki społecznej (1897-1990), jako jeden z trzech braci. Od 1951 r. żonaty z Teresą Starnawską (1928-2018), z domu Jaruzelską, polonistką, siostrą Wojciecha Jaruzelskiego. Jego córką jest historyczka, mediewistka, Maria Starnawska.

## Wybrane publikacje
- Średniowiecze (Warszawa 1975 z serii Biblioteka Polonistyki)
- Andrzej Frycz Modrzewski: żywot, dzieło, sława
- Z dziejów renesansu w Polsce. Studia i szkice
- Pisarze jezuiccy w Polsce (wiek XVI-XIX). Studia i materiały
- Reymont i inni
- Z dziejów polskiej nauki o literaturze dwanaście rozpraw
- Dzieje wiedzy o literaturze polskiej
- Od zarania dziejów literatury polskiej po wiek XX
- Odrodzenie : czasy, ludzie, książki
- Średniowieczna poezja religijna
- Sylwetki wileńskich historyków literatury
- Słownik badaczy literatury polskiej, tomy I-X
- Warsztat bibliograficzny historyka literatury polskiej